# Kuwajkat
Kuwajkat (arab. كويكات) – nieistniejąca już arabska wieś, która była położona w Dystrykcie Akki w Mandacie Palestyny. Wieś została wyludniona i zniszczona podczas I wojny izraelsko-arabskiej, po ataku Sił Obronnych Izraela 9 lipca 1948.

## Położenie
Kuwajkat leżała na granicy nadmorskiej równiny ze wzgórzami Zachodniej Galilei. Według danych z 1945 do wsi należały ziemie o powierzchni 473,3 ha. We wsi mieszkało wówczas 1050 osób.
| Własność gruntów | Powierzchnia gruntów [ha] |
| ---------------- | ------------------------- |
| Arabowie         | 466,8                     |
| Żydzi            | 0                         |
| publiczne        | 6,5                       |
| Razem            | 473,3                     |

| Rodzaj użytkowanych gruntów | Arabowie [ha] | Żydzi [ha] |
| --------------------------- | ------------- | ---------- |
| uprawy oliwek               | 50,0          | 0          |
| uprawy nawadniane           | 124,6         | 0          |
| uprawy zbóż                 | 331,6         | 0          |
| nieużytki                   | 14,5          | 0          |
| zabudowane                  | 2,6           | 0          |

## Historia
W czasach krzyżowców w rejonie tym wybudowano zamek obronny nazywany Coket. Pod panowaniem islamskim wieś nazwano Kuwajkat. W 1596 roku we wsi mieszkało 300 mieszkańców, którzy płacili podatki z upraw pszenicy, jęczmienia, hodowli kóz i uli.
W okresie panowania Brytyjczyków Kuwajkat była średniej wielkości wsią. We wsi znajdował się jeden meczet i szkoła podstawowa dla chłopców.
Decyzją rezolucji Zgromadzenia Ogólnego ONZ nr 181 z 29 listopada 1947 roku, wieś Kuwajkat miała znajdować się w państwie arabskim w Palestynie. Podczas wojny domowej w Mandacie Palestyny we wsi stacjonowały arabskie milicje, które paraliżowały żydowską komunikację w całym rejonie. Z tego powodu w nocy z 18 na 19 stycznia 1948 roku żydowska organizacja paramilitarna Hagana podjęła nieudaną próbę zajęcia wioski. Do kolejnego ataku doszło w nocy z 6 na 7 lutego. Podczas I wojny izraelsko-arabskiej izraelska armia przeprowadziła operację „Dekel”. Na samym jej początku, w nocy z 8 na 9 lipca 1948 roku wieś Kuwajkat po krótkiej walce zajęły przeważające siły izraelskie. Większość mieszkańców uciekła wówczas do sąsiednich arabskich wiosek. Tych którzy pozostali wysiedlono do wsi Kafr Jasif, natomiast wszystkie domy wyburzono.

## Miejsce obecnie
Na terenie wioski Kuwajkat powstał w 1949 kibuc Bet ha-Emek.
Palestyński historyk Walid Chalidi, tak opisał pozostałości wioski Kuwajkat: „Ze wsi pozostał jedynie opuszczony cmentarz, całkowicie porośnięty chwastami i gruzem z domów. Na dwóch grobach zachowały się napisy: Isa Hamad al-Hajj, a drugi Szejk Salih Iskandar, który zmarł w 1940 roku. Zachował się grobowiec Szejka Abu Muhammad al-Kurajszi, ale jego kamienny cokół jest mocno popękany”.